# Скельна куріпка
Скельна куріпка (Ptilopachus) — рід куроподібних птахів родини токрових (Odontophoridae). Представники цього роду мешкають в Африці на південь від Сахари. Раніше рід вважався монотиповим і включав лише скельну куріпку, однак за результатами молекулярно-філогенетичного досліджень ітурійського турача, якого раніше відносили до роду Турач (Francolinus), було переведено до роду Ptilopachus. Також дослідження показало, що ці два види є насправді є спорідненими не з фазановими, а з токровими, і є їх єдиними африканськими представниками.

## Види
Виділяють два види:
- Куріпка скельна (Ptilopachus petrosus)
- Турач ітурійський (Ptilopachus nahani)

## Етимологія
Наукова назва роду Ptilopachus походить від сполучення слів дав.-гр. πτιλον — перо і παχυς — густий.